# Staten Island városnegyedeinek listája
A lap Staten Island városnegyedeit listázza, Staten Island egyike New York öt nagy kerületének.
- Arrochar
- Annadale
- Arden Heights
- Bay Terrace
- Bloomfield
- Bulls Head
- Castleton Corners
- Charleston
- Chelsea
- Clifton
- Concord
- Dongan Hills
- Egbertville
- Elm Park
- Eltingville
- Emerson Hill
- Fort Wadsworth
- Graniteville
- Grant City
- Grasmere
- Great Kills
- Greenridge
- Grymes Hill
- Heartland Village
- Huguenot
- Lighthouse Hill
- Livingston
- Manor Heights
- Mariners Harbor
- Meiers Corners
- Midland Beach
- New Brighton
- New Dorp
- New Springville
- Oakwood
- Ocean Breeze
- Old Town
- Pleasant Plains
- Port Richmond
- Prince's Bay
- Randall Manor
- Richmond Valley
- Richmondtown
- Rosebank
- Rossville
- Rudolph Lake
- Sandy Ground
- Shore Acres
- Silver Lake
- South Beach
- St. George
- Stapleton
- Stapleton Heights
- Sunnyside
- Todt Hill
- Tompkinsville
- Tottenville
- Tottenville Beach
- Travis
- Ward Hill
- Westerleigh
- West New Brighton
- Willowbrook
- Woodland Beach
- Woodrow

## Külső hivatkozások
- Neighborhood Map from NYC Department of City Planning